# Versuriga anadyomene
Versuriga anadyomene är en manetart som först beskrevs av Maas 1903.  Versuriga anadyomene ingår i släktet Versuriga och familjen Mastigiidae. Inga underarter finns listade i Catalogue of Life.